# Домашна муха
Домашната муха (Musca domestica) е най-често срещаната муха в къщите и е един от най-широко разпространените видове по целия свят. Тя е вредител, който може да бъде механичен вектор на причинители на болести. Родината им е Африка. Тялото е дълго 7 – 9 mm и е кафяво-сиво на черни ивици. Устата е приспособена за смучене на течна храна. В долната част е оформена като двойна плочка, чиято вътрешна страна е покрита с много каналчета, изпълняващи смукателна функция.

## Разпространение
Познати са около 70 семейства мухи. Разпространени са по цялото земно кълбо. Характерна особеност в храненето на мухите е честата смяна на източника на храна, като по този начин те пренасят над 40 болестотворни причинители, предимно на чревни инфекции и най-вече дизентерия. Мухите използват за храна и място на размножаване разлагащи се органични материали от растителен и животински произход, които най-често са в резултат от всекидневната дейност на хората.
Според местообитанието си мухите се делят на:
- синантропни – тясно свързани с живота на човека;
- синбовилни – свързани с човека и домашните животни;
- екзантропни – разпространени в природата.

## Размножаване
Женската снася еднократно 11 – 150 яйца (общо не повече от 600) върху гниещи продукти – тор, месо, смет, фекалии. Яйцата са продълговати с дължина около 1 мм и с кремавобял цвят. Ларвите се излюпват след 12 – 24 часа. На предния край притежават две кафяви кукички, подобни на челюсти. Ларвите са силно подвижни и след 5 дена се превръщат в какавиди. Стадият трае от 3 до 25 дена, а лятно време – от 3 до 7 дена. Цялото развитие трае 2 – 4 седмици, а годишно се получават около 10 поколения или около 1 млрд. индивида. Яйцата, ларвите и какавидите са устойчиви на ниски температури и презимуват, като дават начало на нови поколения.

## Допълнително
В България са разпространени още Musca larvipara, M. tempestiva, M. vitipennis. Мухата издържа на температури до -30 градуса, като забавя своя метаболизъм. След размразяване възвръща своите жизнени функции.